# Franjo Dugan stariji
Franjo Dugan stariji (Krapinica, 11. rujna 1874. – Zagreb, 12. prosinca 1948.), hrvatski skladatelj, orguljaš, glazbeni pisac i akademik.

## Životopis
Franjo Dugan se još kao dječak oduševio zvukom orgulja te su mu one cijeli život bile u središtu glazbeničkoga i skladateljskoga zanimanja. Glazbu je najprije učio kod Vatroslava Kolandera, čije je mjesto stalnoga orguljaša Zagrebačke katedrale kasnije i naslijedio. Pohađao je Klasičnu gimnaziju u Zagrebu koju je završio 1892. godine.  Započeo je i studij matematike i fizike, ali je ljubav prema glazbi ipak prevladala. Studij glazbe nastavio je kod Roberta Kahna i Maxa Brucha na Visokoj glazbenoj školi u Berlinu, gdje je 1908. i diplomirao. Vrativši se u domovinu, djelovao je kao profesor u Osijeku i Zagrebu: od 1921. pa sve do umirovljenja 1941. na Muzičkoj akademiji u Zagrebu predavao je teorijske glazbene predmete, kompoziciju i orgulje (1940-41. bio je i rektor Akademije).
Usporedo s pedagoškim radom, Dugan je bio dirigent pjevačkih društava Kolo, Sloga, Oratorijskog zbora sv. Marka, orguljaš u crkvama sv. Marka i sv. Marije te aktivni član mnogih umjetničkih društava. Bio je jedan od osnivača i glavnih pobornika Cecilijanskog pokreta u Hrvatskoj: bio je dugogodišnji urednik glazbenih priloga u časopisu »Sv. Cecilija« te propagirao je i harmonizirao velik broj hrvatskih crkvenih pjesama iz Cithare octochorde i drugih starijih zbornika. ↓1 Objavljivao je glazbene kritike i pisao stručnu pedagošku literaturu. Od 1919. bio je dopisni, a od 1921. i redoviti član JAZU (današnje Hrvatske akademije znanosti i umjetnosti).

## Djela
Franjo Dugan je ostavio veći broj skladbi, instrumentalnih i vokalnih. Njegova se komorna djela uglavnom ne izdižu iznad solidnoga akademskog prosjeka, dok su mu skladbe za orgulje mnogo uspjelije. U suštini kasni romantičar, ponešto konzervativan, Dugan je više puta posegnuo i za hrvatskim glazbenim folklorom, služeći se ponekad i citatima. Oslanjajući se na principe velikih baroknih polifoničara, u svojim je djelima za orgulje dao vrlo vrijedne priloge hrvatskoj orguljaškoj glazbi, pokazujući u veličanstvenim višeglasnim strukturama, koje nisu bez dramatske napetosti, zamjerno vladanje polifonim postupcima. ↓2

### Skladbe za orkestar
- Uvertira (1985.)
- Simfonijski andante (1908.)

### Komorne skladbe
- Gudački kvartet na božićne napjeve (1892.)
- Dvije dvoglasne invencije (u a-molu i G-duru), za klavir (1895.)
- Gudački kvartet u h-molu (1898.)
- Gudački kvartet u F-duru (1908.)
- Gudački kvartet u Es-duru (1908.)
- Sonata za violinu i klavir u g-molu (1908.)
- Duo za violinu i klavir u g-molu (1908.)
- Duo za violine u G-duru

### Skladbe za orgulje
- Šest fughetta (1893.)
- Dva preludija (1893.)
- Prélude et fugue u G-duru (1894.)
- Dvije fuge (u c-molu i f-molu, 1894.)
- Kromatska fuga u c-molu (1895.)
- Toccata u g-molu (1895.)
- Fantazija u dorskom načinu na pučku pjesmu Pozdravleno budi telo Jezuša (1895.)
- Preludij i fuga u H-duru (1908/09.)
- Božićna predigra (1942.)

### Vokalne skladbe
- Ustaj dušo za zbor i orkestar (1896.)
- Čuj der dušo za zbor i orkestar (1896.)
- Pjesme za muški zbor, bariton i orkestar (1897.)
- Na vodi za zbor, mezzosopran i orkestar (1897.)
- Kad te ljudi zlobom more za dječji zbor i klavir (1901.)
- Troje proljeće za ženski zbor i klavir na stihove Stanka Vraza (1903.)
- Marku Križevčaninu za muški zbor i bariton (1904.)
- Carmen saeculare za osmeroglasni zbor  (1913.)
- Morska vrba za ženski zbor i klavir (1923.)
- Večer na selu za dječji zbor (1940.)
- Prigodom vjenčanja za zbor (1944.)
- Nad grobom za muški zbor (1944.)
- Šest solopjesama

### Duhovne skladbe
- Regina coeli za glas i orgulje (1895.)
- Molitva za zbor (1901.)
- Tebe mi hvalimo Bože za zbor na stihove Marka Marulića (1901.)
- Hrvatska misa (1901.)
- Salve Regina za glas i orgulje (1902.)
- Za vjenčanje za glas i orgulje na riječi Petra Preradovića (1928.)
- Ave Maria za glas i orgulje (1932.)
- Ofertorij Ad Te Domine (1939.)

### Spisi
- Elementarna teorija muzike (1922.)
- Vježbe za zborno pjevanje (solfeggi, 1923.)
- Nauka o muzičkim formama (1932.)
- Nauka o instrumentima (1936.)
- Akustika (rukopis, 1943.)
- Nauk o glasbalima (1944.)
- Nauka o formama (rukopis)
- Brojni članci o tehnici sviranja i mehanizmu orgulja, životopisi, kritike i dr. u časopisima i novinama (Sv. Cecilija, Glazbeni vjesnik, Muzički glasnik, Savremenik, Narodne novine).